# Andriana intermedia
Espèce
Statut de conservation UICN

 VU B1ab(iii,v) : Vulnérable
Andriana intermedia est une espèce d'insectes orthoptères de la famille des Tetrigidae.

## Distribution
Cette espèce est endémique de Madagascar. Elle a été observée a été observée vers Fampanambo dans le nord-est et Mitsinjo dans le centre-est de l'île.

## Habitat
Elle vit dans la forêt tropicale humide de plaine et de montagne.

## Publication originale
- Devriese, 1991 : Contribution à l’étude des Tetrigidae de Madagascar (Orthoptera). Bulletin et Annales de la Société Royale Belge d'Entomologie, vol. 127, no 5/6, p. 119-131.